# Chiselborough
Chiselborough är en ort och civil parish i Storbritannien.   Den ligger i grevskapet Somerset och riksdelen England, i den södra delen av landet, 190 km väster om huvudstaden London. Chiselborough ligger 41 meter över havet och antalet invånare är 275.
Terrängen runt Chiselborough är huvudsakligen platt, men åt sydväst är den kuperad. Terrängen runt Chiselborough sluttar norrut. Runt Chiselborough är det ganska tätbefolkat, med 104 invånare per kvadratkilometer. Närmaste större samhälle är Yeovil, 8,8 km öster om Chiselborough. Trakten runt Chiselborough består i huvudsak av gräsmarker.